# カラール (戦車)
カラール (英語: Karrar)は、イランで開発された主力戦車である。2017年3月12日に公開され、量産に移ることが発表された。
発表によれば、カラールには電子光学式火器管制システム、レーザーレンジファインダー、弾道計算コンピュータが搭載され、夜間戦闘能力および行進間射撃能力を持つとされる。
外見的にはロシアのT-90に類似する点があるが、イランの発表によればカラールの開発にはロシアの関与は無いとされる。

## 概要
イラン陸軍司令官キオマール・ハイダリ准将がタスニム通信に語ったところによれば、カラールは2018年に実戦配備される予定との事である。また、イスラム革命防衛隊は800輌程度のカラールの配備を進める予定と報じられている。
カラールの主砲はT-90と同系列の2A46 125mm滑腔砲で、主砲からの対戦車ミサイルの発射も可能である。また自動装填装置が装備されている。副武装として砲塔上のRWSに12.7mm機関銃を搭載する。
車体および砲塔の前半部は最新世代の複合装甲により防護され、更に爆発反応装甲を備える。砲塔および車体の後半部にはケージ装甲（スラットアーマー）が装備される。車体後部には予備の燃料タンクを搭載可能である。
イラン国防軍需大臣をつとめるホセイン・デフガーン准将によれば、『カラールはパワー・正確性・機動性において世界でも最高水準の戦車であり、メンテナンス性や生存性・耐久性においても高いレベルを持つ』との事である。

## ロシア製戦車との類似
ロシアの退役軍人であり、ロシア退役軍人会の代表を務めるウラジミール・ボガティリョフは『カラールがロシアのT-90の最新改良モデルであるT-90MSと類似する、と軍事専門家から指摘されるのは不思議ではない』としながらも、『この戦車はT-72/T-90系のプラットフォームを基礎としているが、用いられている技術にはアメリカ製のM60パットンやイギリス製のチーフテンから導入されたものも少なくない』と語っている。